# Aeretes melanopterus
Genre
Espèce
Statut de conservation UICN

 NT  : Quasi menacé
Aeretes melanopterus est une espèce de rongeur de la famille des sciuridés. Cet écureuil volant est endémique de Chine. C'est l'unique espèce du genre Aeretes.